# VHV
A VHV egy nemzetközileg aktív biztosítótársaság, amely Hannoverben van. A VHV Németország egyik legnagyobb autóbiztosítója, mintegy 3100 embert foglalkoztat. A VHV és a Hannoversche alapvállalatokat 1875-ben, illetve 1919-ben alapították, és 2003-ban egyesítették a VHV Csoporttal.
A VHV elnöke 2003 óta Uwe Reuter.
2006-ban a VHV megszerezte a Wave Management AG-t. 2011-ben a Wave Management AG székhelyét Hamburgból a csoportba helyezik Hannoverben, hogy az üzleti tevékenységeket koncentrálják.
Abban az évben 2015, a viszontbiztosítási társaság VHV Reasürans-ben alakult Törökországban.2017Hannoversche Direktversicherung-ot egyesítették a VHV Allgemeine-vel.
| év                                     | 2010    | 2011    | 2012    | 2013    | 2014    | 2015    | 2016    |
| -------------------------------------- | ------- | ------- | ------- | ------- | ------- | ------- | ------- |
| A nettó eredmény (Mio. Euro)           | 35,7    | 108,9   | 72,7    | 52,6    | 103,8   | 140,1   | 127,8   |
| Megszerzett hozzájárulások (Mio. Euro) | 2.330,4 | 2.377,7 | 2.460,5 | 2.624,5 | 2.687,3 | 2.720,9 | 2.871,9 |
| méltányosság (Mio. Euro)               | 650,8   | 764,8   | 838,5   | 889,8   | 993,9   | 1.140,6 | 1.265,9 |
| Alkalmazottak száma                    | 2.880   | 2.796   | 2.713   | 2.704   | 2.798   | 2.897   | 3.010   |
| A szerződések száma (Mio.)             | 8,5     | 8,2     | 8,4     | 9,0     | 9,1     | 9,5     | 10,1    |